# وو هي-جين
وو هي-جين (هانغل: 우희진) هي ممثلة كورية جنوبية، ولدت في 24 مايو 1975 في سول في كوريا الجنوبية.

## وصلات خارجية
- وو هي-جين على موقع IMDb (الإنجليزية)
- وو هي-جين على موقع قاعدة بيانات الفيلم (الإنجليزية)